# Maszewko (województwo pomorskie)
Maszewko (kaszb. Maszéwkò, niem. Klein Massow) – wieś w Polsce, położona w województwie pomorskim, w powiecie lęborskim, w gminie Wicko, przy drodze wojewódzkiej nr 213. 
| SIMC    | Nazwa | Rodzaj     |
| ------- | ----- | ---------- |
| 0752600 | Gąska | przysiółek |

W latach 1975–1998 wieś położona była w województwie słupskim.
We wsi znajduje się park oraz szkoła podstawowa. W 2011 roku przy szkole została oddana do użytku sala gimnastyczna wraz z salami lekcyjnymi i łazienkami.